# BH Pošta

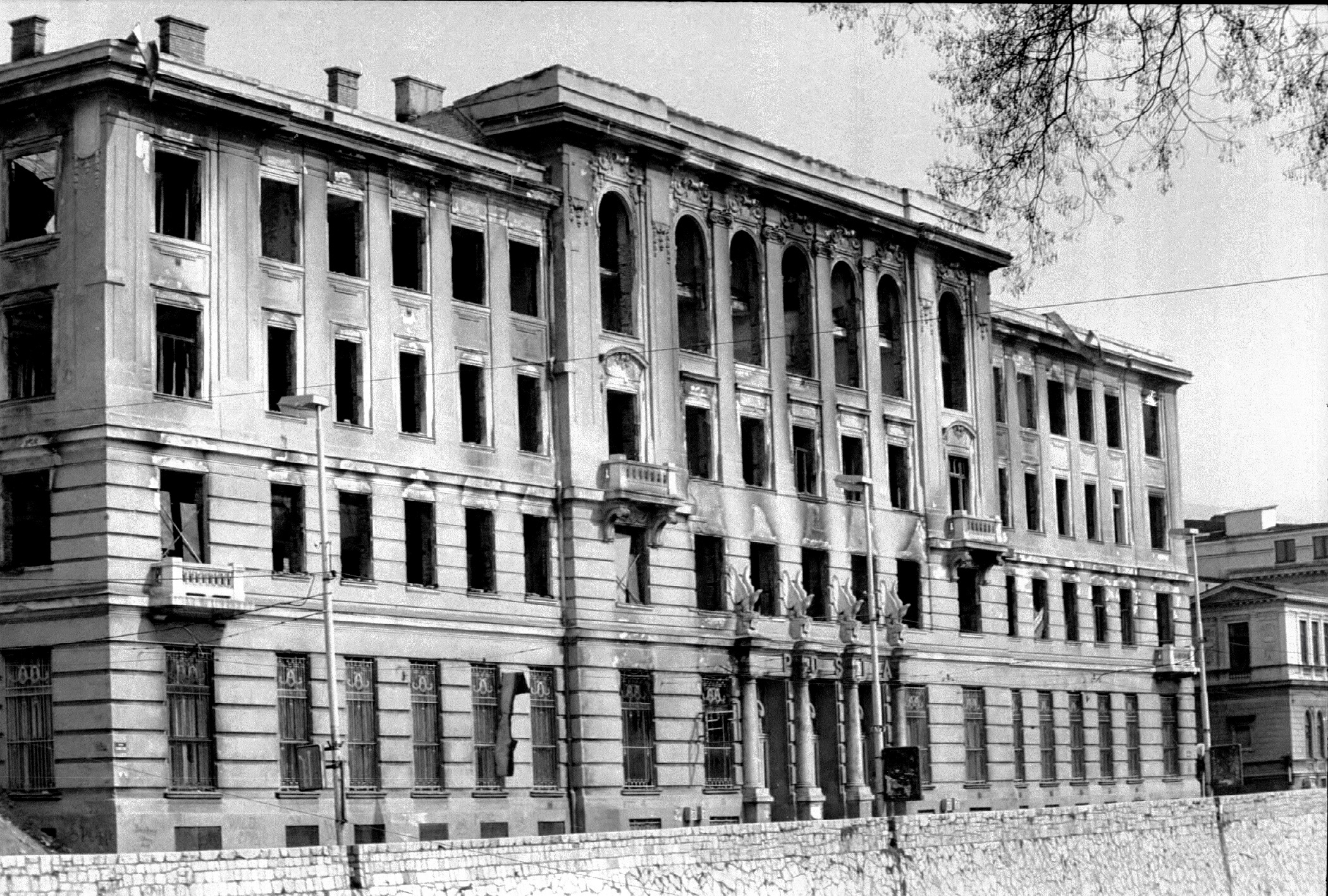
Головна будівля пошти, що згоріла під час облоги Сараєва

BH Pošta doo — державна компанія, крім Pošte Srpske та Hrvatska pošta Mostar, є одним із трьох державних операторів поштового зв'язку в Боснії та Герцеговині, що базується в Сараєві. BH Post — найбільша поштова компанія у Федерації Боснії та Герцеговини.

## Історія

### До 1992 року
З введенням Бановини до складу Югославії, Боснія і Герцеговина була поділена на три зони. Адміністративний поділ держави супроводжувався відповідним поділом поштових відділень, так що відділення в Боснії та Герцеговині були підпорядковані пошті, телеграфу та телефону в Сараєво, Спліті, Цетинє та Загребі.
До початку Другої світової війни поштова мережа Боснії і Герцеговини складалася з 188 поштових відділень телеграфів і телефонів, а в 1930-х роках почалося створення телефонної мережі й запровадження автоматичних телефонних станцій, створених в Сараєві, Іліджі та Требіні.
Після закінчення Другої світової війни та створення СФРЮ, Дирекція PTT в Боснії та Герцеговині діяла в рамках Югославського співтовариства PTT (JPTT).
До 1992 року вона надавала послуги повної поштової мережі поштового трафіку, телефонної мережі, телеграфної мережі та сучасної мережі моніторингу даних.

### Час Боснії та Герцеговини
З набуттям незалежності Боснії та Герцеговини на початку 1992 року виникла потреба в державній поштовій компанії, тому нинішня компанія BH Post була заснована із штаб-квартирою в Сараєво.

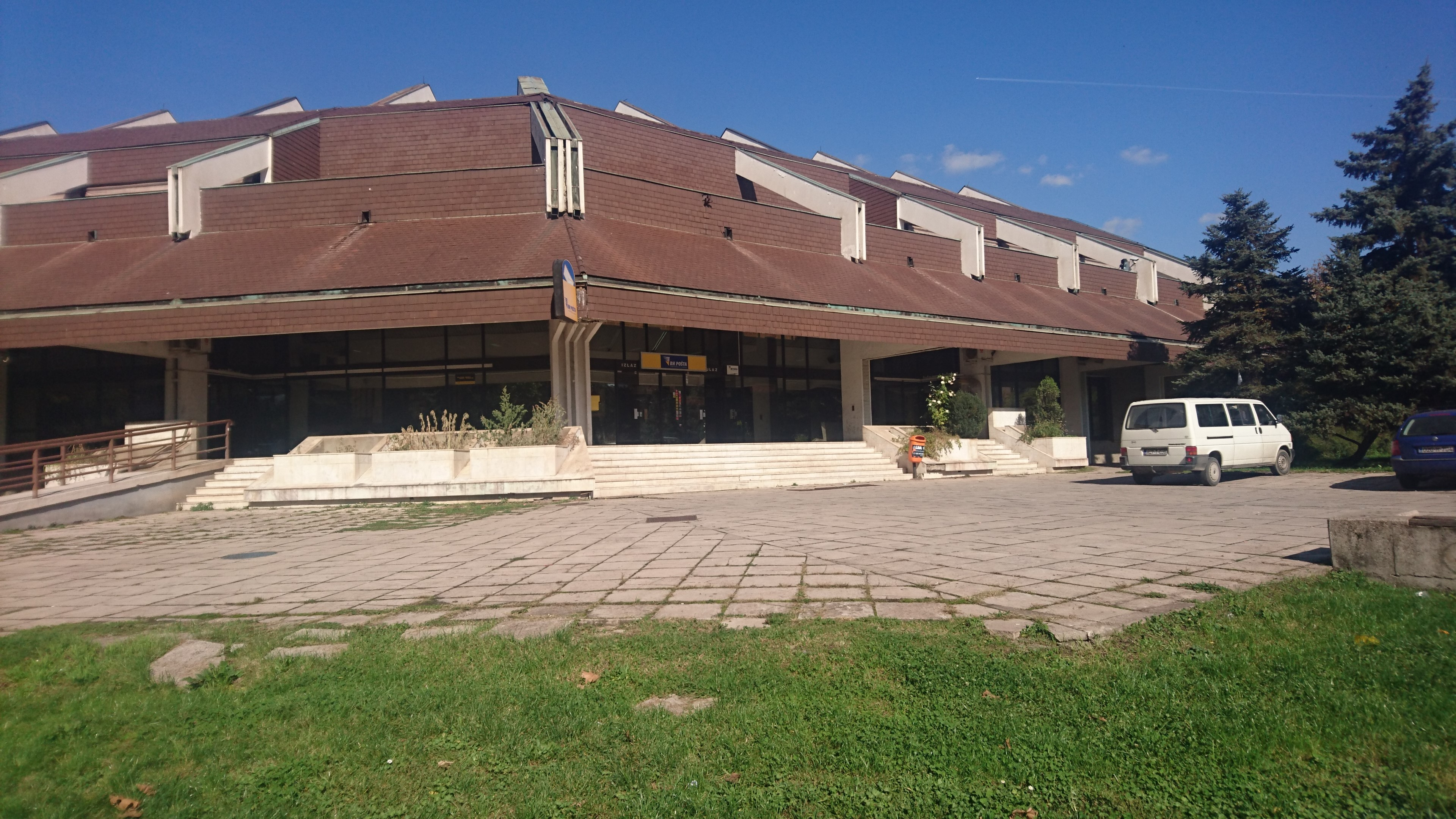
Будівля BH Posta в Зениці

Під час війни в БіГ поштова мережа Боснії та Герцеговини зазнала величезних збитків, оцінюваних у 900 млн $. Найбільшим символом цього є спалення армією Республіки Сербської головної будівлі пошти в Сараєво 2 травня 1992 року, коли воно повністю згоріло.
1993 року BH Post знову стала членом Всесвітньої поштової спілки.
З підписанням Дейтонської мирної угоди 1995 року, що призвело до закінчення війни в Боснії та Герцеговині, поштова мережа Боснії та Герцеговини була розділена на трьох державних операторів: BH Pošta, Hrvatska pošta Mostar та Pošte Srpske. Республіка Сербська, Пошта Хорватії в Мостарі в районі, контрольованому Хорватською радою оборони, та Пошта BH в районі, контрольованому армією Республіки Боснія і Герцеговина.
16 лютого 1997 р. Було створено Поштовий банк BH — зі штаб-квартирою в Сараєві.

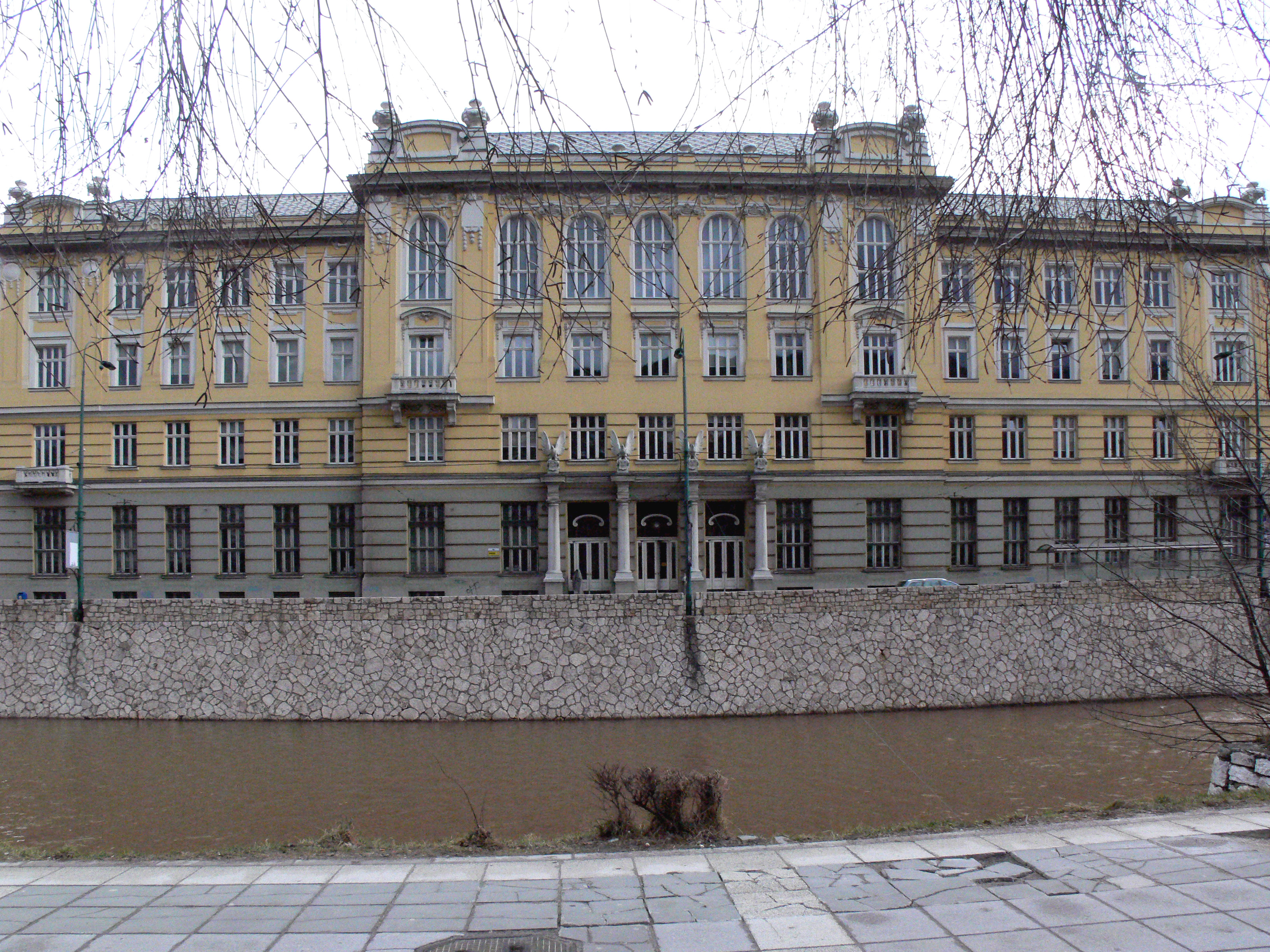
Сучасна головна будівля пошти

Через різноманітність послуг рішення уряду Федерації Боснії та Герцеговини від 20 грудня призводить до поділу PTT Боснії та Герцеговини на BH Telecom та BH Post, які з тих пір працюють самостійно.
Крім того, 2001 року було завершено реконструкцію головної будівлі поштового відділення в Сараєві, за який відповідав Ферхад Мулабегович, завдяки чому цей будинок знову став місцем роботи BH Post.

## Експрес-посилки
BH Post під назвою «Express Mail Service» (EMS) надає послуги експрес-доставки.
- Як термінове відправлення будь-яке відправлення, направлення або пакет можуть бути передані як надзвичайні ситуації, якщо вони містять швидкопсувні товари, тоді як термінові перевезення не можуть бути передані для більш широкої зони доставки, поштових претіан та пост-рестанте. Крім того, термінове відправлення надсилається одержувачу перед іншими відправленнями.
- Будь-кого можна передати у вигляді дуже термінового пакету, незалежно від типу та вмісту, тоді як пакунки з живими тваринами або швидкопсувними товарами повинні бути передані як дуже термінові пакети.

BH Post також надає послуги швидкої пошти в районі, де Хорватська пошта Мостару та Пошта Сербської працюють як державний поштовий оператор, що забезпечує надання послуг EMS для одержувачів по всій Боснії та Герцеговині.

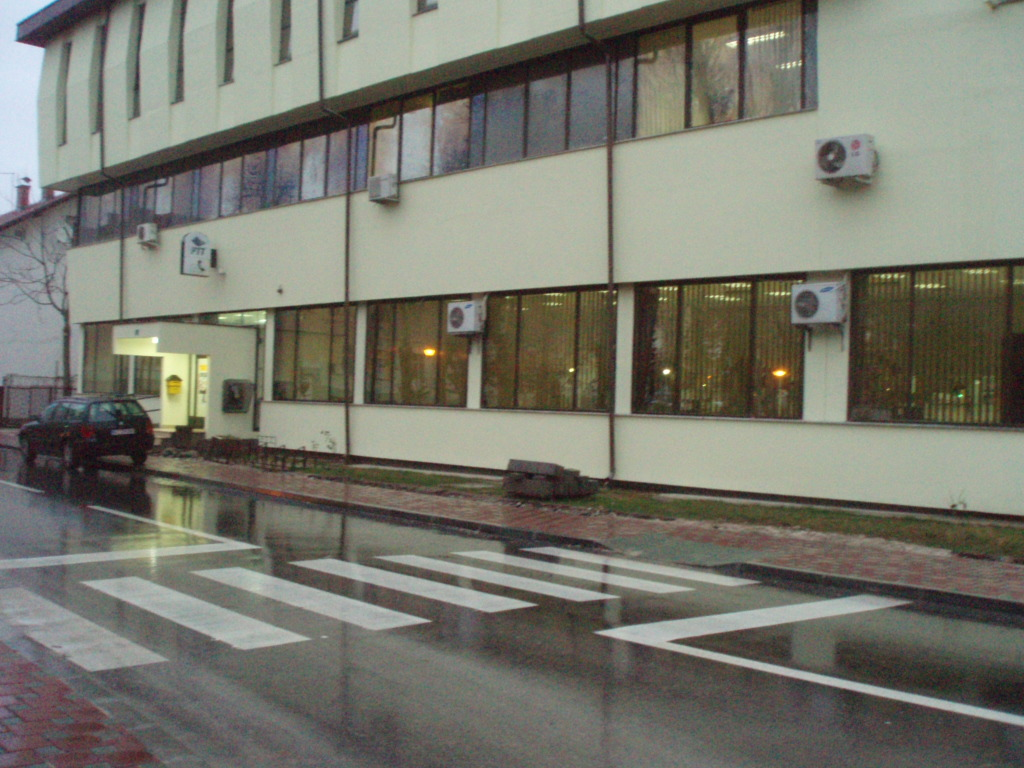
Поштове відділення BH у Санському Мості

З 1 жовтня 2016 року набув чинності спільний проект Пошти руспубліки Сербської, Хорватської пошти в Мостарі та BH Post, який називається «Швидка пошта на рівні БіГ», що дозволяє одержувачу отримати відправку або посилку максимум за 24 години в будь-якій точці країни.

## Електронне відправлення грошей

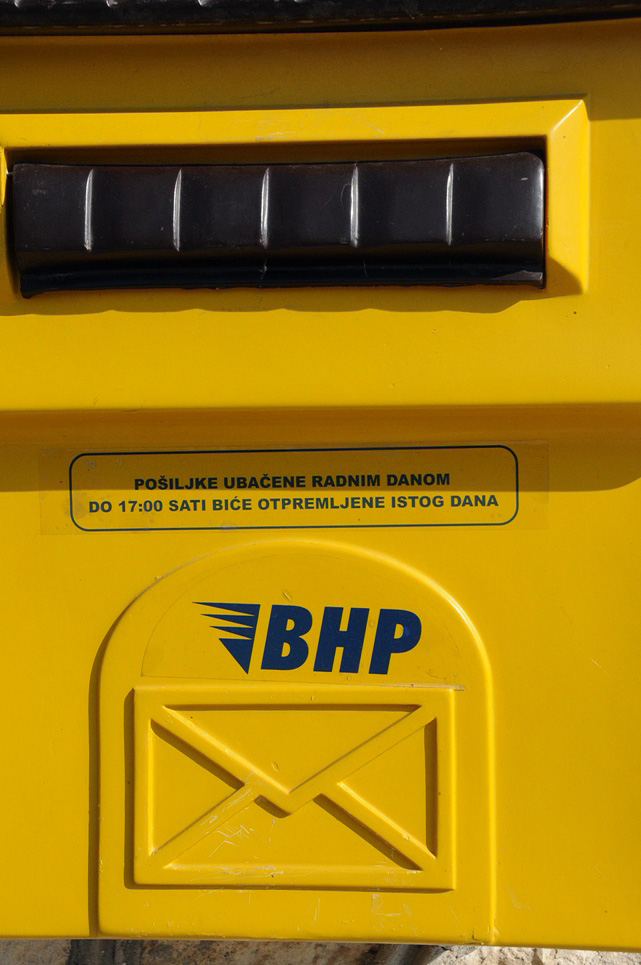
Поштова скринька BH Post

З березня 2016 р. BH Post, за погодженням з Поштою Сербії та Поштою Чорногорії, надає послугу електронного відправлення та отримання грошей від усіх відділень цих поштових операторів. Гроші надсилаються до поштового відділення без відкриття банківського рахунку, а виплата здійснюється протягом півгодини з моменту переказу.
Ціна послуги електронного відправлення грошей становить 3,66 %, але не менше 8 КМ або більше 50 КМ. Вартість послуги оплачується відправником.
BH Post планує надавати послуги електронних грошових переказів з іншими країнами.

## Страхове представництво
BH Post також надає послуги страхового представництва у своїх філіях в Зеницько-Добойському кантоні та кантоні Сараєво. На 15 грудня 2010 року BH Post вже надавла цю послугу в кантоні Сараєво, а з 8 березня 2011 року в кантоні Зеніка-Добой. BH Post представляє компанії Sarajevo osiguranje та Bosna-Sunce osiguranje.

## Фінансові результати
| Рік      | Прибуток        | Результат    |
| -------- | --------------- | ------------ |
| 2002 рік | 88,7 млн. КМ    | 3,5 млн. КМ  |
| 2003     | 86,7 млн. КМ    | -1,3 млн. КМ |
| 2004     | 88,4 млн. КМ    | 3,4 млн. КМ  |
| 2006 рік | 94,9 млн. КМ    | 11 млн. КМ   |
| 2007     | 84 млн. КМ      | 562 000 КМ   |
| 2009 рік | 88,8 млн. КМ    | 1 млн. КМ    |
| 2010     | 91,7 млн. КМ    | 1,4 млн. КМ  |
| 2011 рік | 88,1 млн. КМ    | −390 000 KM  |
| 2012     | 84,7 млн. КМ    | −891000 KM   |
| 2013     | 87,8 млн. КМ    | 1,9 млн. КМ  |
| 2014 рік | 93,8 млн. КМ    | 5 млн. КМ    |
| 2015     | 90 мільйонів КМ | 4,1 млн. КМ  |

## Пенсійний кредит
20 травня 2016 року уряд Федерації Боснії та Герцеговини оформив позику у BH Post на 45 млн KM для Фонду пенсійного та інвалідного страхування Мостар, щоб забезпечити кошти для виплат пенсій до кінця 2016 року бенефіціарам BH Post. Це рішення викликало бурхливу реакцію громадськості Боснії.

## Поштові індекси
Список поштових індексів 5 найбільших муніципалітетів, в яких працює BH Post:
- Сараєво 71000
- Зеніца 72101, 72102 та 72112
- Тузла 75001
- Мостар 88104
- Брчко 76120

## Філателістичні видання
міні|Поштова марка BH Post до десятиліття підписання Дейтонської мирної угоди
У програмі випуску поштових марок BH Post розрізняє пам'ятні поштові марки та звичайні поштові марки. Раніше BH Post випускала поштові марки у співпраці з іншими поштовими операторами, такими як, наприклад, Пошта Кувейту або Пошта Туреччини.
- Пам'ятні поштові марки - це поштові марки, які спеціально виготовляються для однієї події, і їх можна придбати лише в одному конкретному кварталі.
- Звичайні поштові марки - це поштові марки, які випускаються щороку для однієї конкретної події.

Звичайними поштовими марками є (2016):
- Свята — Новий рік
- Озера — Паннонські озера в Тузлі
- Культурно-історична спадщина — жовта табія
- Безпека дорожнього руху
- Міст Свободи
- Всесвітній день спілкування та інформаційного суспільства — (Естафета на пагорбі Захумлє)
- Сакральні будівлі (Сулейманія, барвиста мечеть, Травник)
- Національні пам'ятки, культурний ландшафт